# Château de Mascaraàs
 (mai 2023).
- Si vous ne connaissez pas le sujet, laissez ce bandeau (vous pouvez alors contacter les auteurs).
- Si vous supprimez le contenu mis en cause (vous pouvez préalablement contacter les auteurs),

argumentez précisément cette suppression dans la page de discussion
(un manque de référence n'est pas un argument ; une recherche réelle de référence doit avoir été effectuée, être formellement documentée).
Le château de Mascaraàs est un édifice construit au XVIIIe siècle, situé dans la commune de Mascaraàs-Haron dans le département français des Pyrénées-Atlantiques en région Nouvelle-Aquitaine.
Propriété privée, il est ouvert à la visite, notamment lors des journées européennes du patrimoine.

## Histoire
Au début du XVIe siècle, une première demeure ainsi qu’une abbaye laïque, dirigée par Ainaut de Guilhemet, seigneur de Mascaraàs, sont construites, elles remplacent probablement un château féodal. 
Dans le courant du XVIe siècle, l’édifice aurait été un relais de chasse de Jeanne d’Albret, reine de Navarre et mère du roi Henri IV. Le domaine passe à la famille Batz-Diusse dès la fin du XVIe siècle. Celle-ci fait agrandir une première fois le château au début du XVIIe siècle, puis une seconde fois au XVIIIe siècle, notamment par l’ajout de la façade sud actuelle. 
Au XIXe siècle, le domaine passe par alliance à la famille Pazat, qui marque son passage par le remaniement de l’ancienne volière, transformée en pavillon de jardin.
En 1989, le domaine passe à Éric Derluyn, actuel propriétaire. 

## Architecture
Le château se trouve au sein d’un vaste domaine de 25 hectares, situé sur une colline anciennement fortifiée. Le logis principal, sur deux niveaux, présente encore aujourd’hui le seul exemple dans le nord du département, d’un édifice ayant conservé la quasi-totalité de son état XVIIIe siècle[source insuffisante].
La façade sud présente une architecture du XVIIIe siècle, tandis que la façade nord conserve son apparence du XVIe siècle. Le domaine possède plusieurs dépendances, des communs, un vaste parc arboré et ses jardins à l’italienne et à la française. Il possède également un petit pavillon indépendant, remanié au XIXe siècle, étant vraisemblablement le vestige d’une ancienne volière.
Le château jouit également d’une importante bibliothèque riche de nombreux ouvrages rares, de nombreuses cheminées en marbre d'Arudy, ainsi que de nombreux éléments de décors comme des boiseries et peintures en grisaille et un remarquable décor peint sur le thème des oiseaux situé au premier étage dans la chambre dite de la marquise, qui, dit-on, aurait été inspirée par la volière que le roi Louis XV aurait offert à sa maitresse la marquise de Pompadour. Il possède également plusieurs objets insolites, notamment un brasero ayant été fabriqué à l’occasion du mariage du roi Louis XIV et de l’infante Marie-Thérèse d'Autriche en 1660.
Le château est également un domaine viticole, qui élabore un vin blanc issu de petit manseng et de petit courbu ainsi qu'un vin rouge composé de tannat, de cabernet sauvignon et de cabernet franc, tous deux en appellation d'origine contrôlée respectivement, Pacherenc-du-vic-bilh et Madiran.

## Protection
Le château fait l’objet d’une inscription au monuments historiques, dans sa totalité, par arrêté du 9 décembre 1997.